# Plestiodon kishinouyei
Plestiodon kishinouyei är en ödleart som beskrevs av  Leonhard Hess Stejneger 1901. Plestiodon kishinouyei ingår i släktet Plestiodon och familjen skinkar. Inga underarter finns listade i Catalogue of Life.
Denna ödla förekommer i södra Japan. Den hittas på Miyakoöarna och Yaeyamaöarna. Arten vistas där i öppna landskap som gräsmarker, odlingsmark och kanter av öppna skogar. Plestiodon kishinouyei har grodor, mindre ödlor, insekter och marklevande maskar som föda. Parningen sker mellan mars och april och hannar strider om rätten att para sig. Antagligen bevakar honan äggen tills de kläcks. Individerna är främst dagaktiva. Under nätter med regn kan de även vara nattaktiva.
Beståndet hotas av introducerade fiender som tamkatter, mårddjuret Mustela itatsi och påfågel. Dessutom dödas flera exemplar i trafiken. IUCN kategoriserar arten globalt som sårbar.